# Grace Whitney Hoff
Grace Whitney Hoff (Détroit (Michigan), 22 octobre 1862 — Lausanne, 18 décembre 1938) est une philanthrope américaine.

## Biographie
Grace Whitney Hoff naît à Détroit, elle est la fille de David Whitney, négociant de bois de charpente, et de son épouse, Flora McLaughlin. Elle épouse en 1881 John Everett Evans, le couple a une fille Elaine. Elle est la première présidente de la Young Women's Christian Association à Détroit. Son mari meurt en 1893, et elle se remarie, en 1900, avec John Jacob Hoff (1869-1939), employé de la Standard Oil en France. Le couple vit à Paris.

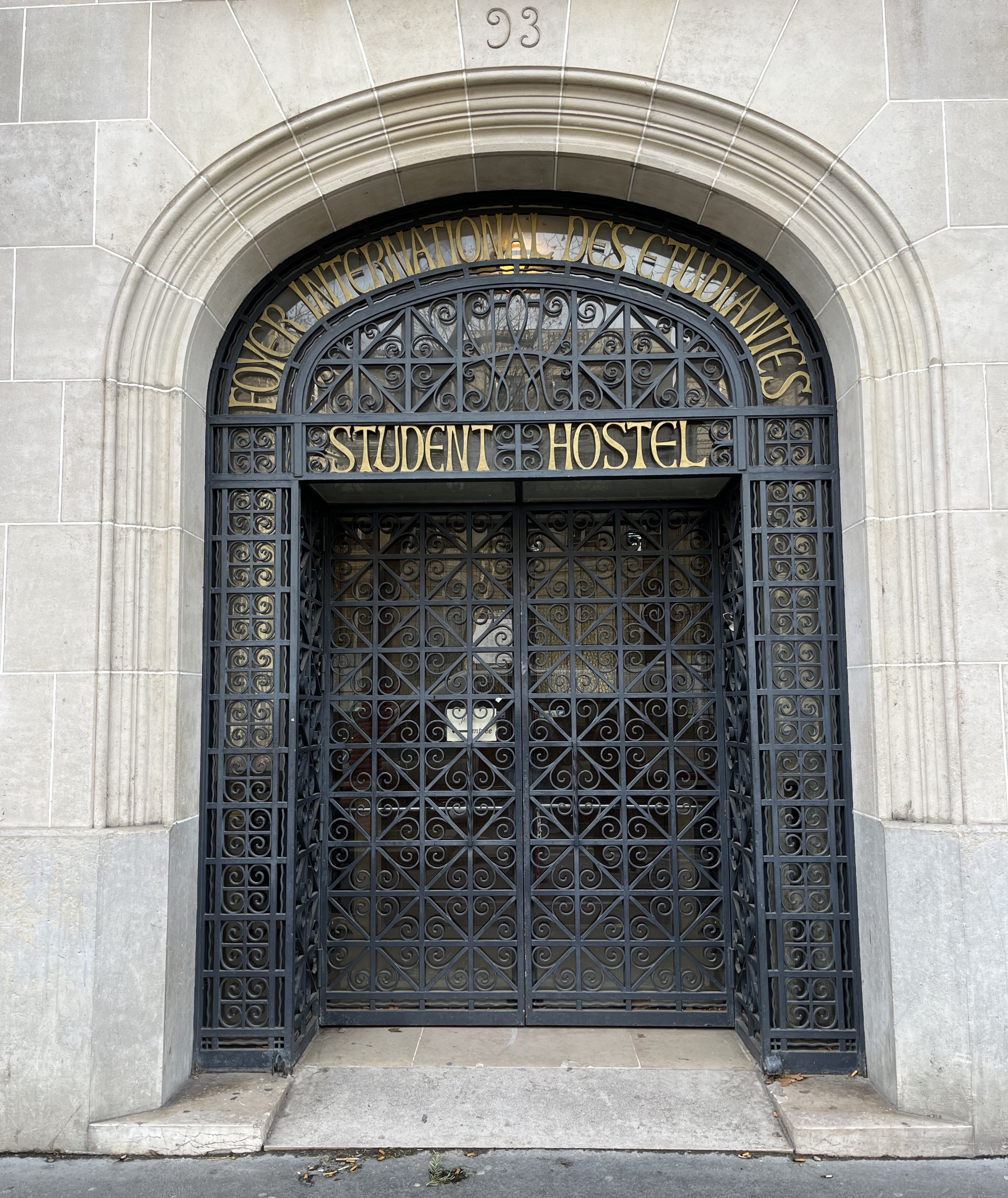
Entrée du Foyer international des étudiantes à Paris.

Elle consacre une partie de sa fortune à des œuvres philanthropiques. Elle fonde notamment en 1906, dans le Quartier latin, le Student hostel, ancêtre du Foyer international des étudiantes à Paris. Elle s'occupe aussi des soldats blessés pendant la Première Guerre et devient marraine de guerre du 133e régiment d'infanterie. Elle transforme le château de Peyrieu (Ain), acheté en 1909, en une maison de retraite pour veuves de guerre. Pendant cette période, ils vivent au château de Bréau ou dans une maison proche du bois de Boulogne. Ils créeront un des premiers monuments aux morts à Peyrieu.
Jules Massenet participe à un concert au Foyer en 1909, dans la salle de théâtre du rez-de-chaussée.
Elle fonde en 1910 la Women International Art Union, qui réunit des artistes allemandes, américaines, britanniques, françaises, ou encore italiennes ; le groupe expose trois fois à Paris, dont à la galerie Barbazanges.
Elle s'occupe, en 1926, de refaire à neuf le Foyer international des étudiantes, inauguré en 1928, qui disposait de tout le confort moderne de l'époque : self-service, bibliothèque, infirmerie, solarium-terrasse donnant sur le jardin du Luxembourg. Le foyer pouvait alors s'ouvrir aux jeunes filles provenant du monde entier, et pas seulement aux Anglo-Américaines, et leur permettre de suivre des études à Paris dans de bonnes conditions.
Grace Whitney Hoff réunit également une collection de manuscrits, d'incunables, d'éditions rares et de reliures anciennes, dont A. Boinet rédigea le catalogue en 1933.
Elle lègue le foyer en 1936 à l'université de Paris, et se retire dans l'Ain, avant de mourir à Lausanne, dans le quartier des Ouchy, en 1938. Elle est inhumée au cimetière Woodmere (en) de Détroit.
Durant l'occupation allemande, les combats de la Libération, les protestations étudiantes de Mai 68, le foyer international des étudiantes continue de fonctionner sans interruption, malgré de grandes difficultés financières, aujourd'hui surmontées, dans les années 1970.

## Hommages et distinctions
- Palmes académiques en 1923
- Officier de la Légion d'honneur en 1934

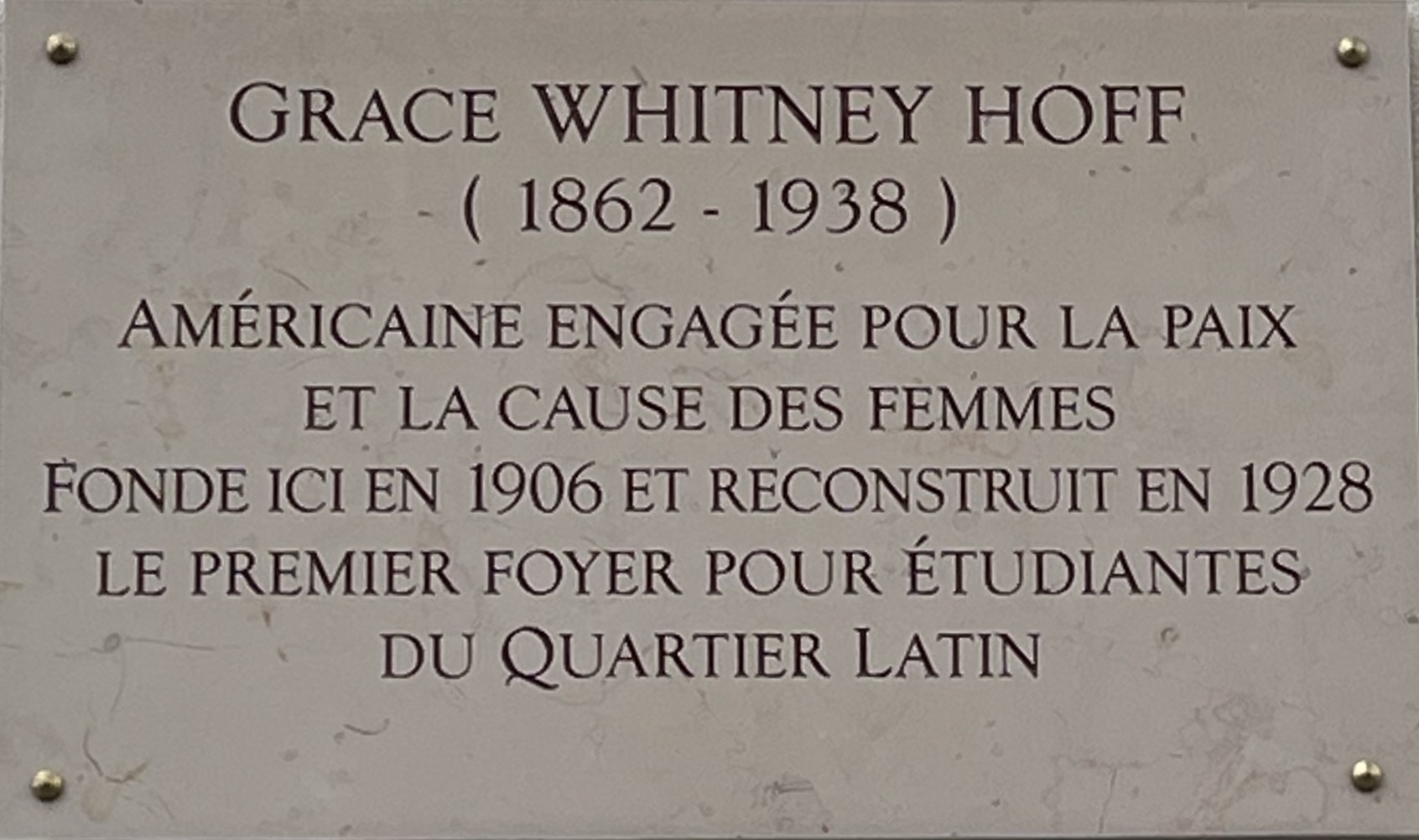
Plaque d'hommage sur la façade du foyer.

- Une plaque d'hommage est apposée en 2019 au 93 boulevard Saint-Michel, Foyer international des étudiantes[4].

## Publications
- A Message for To-Day, Londres, Chiswick press for presentation, 1910. - Traduit en français sous le titre un message pour chaque jour, Paris, Ed; Léon Gruel 1932